# Avrättningen av tsarfamiljen

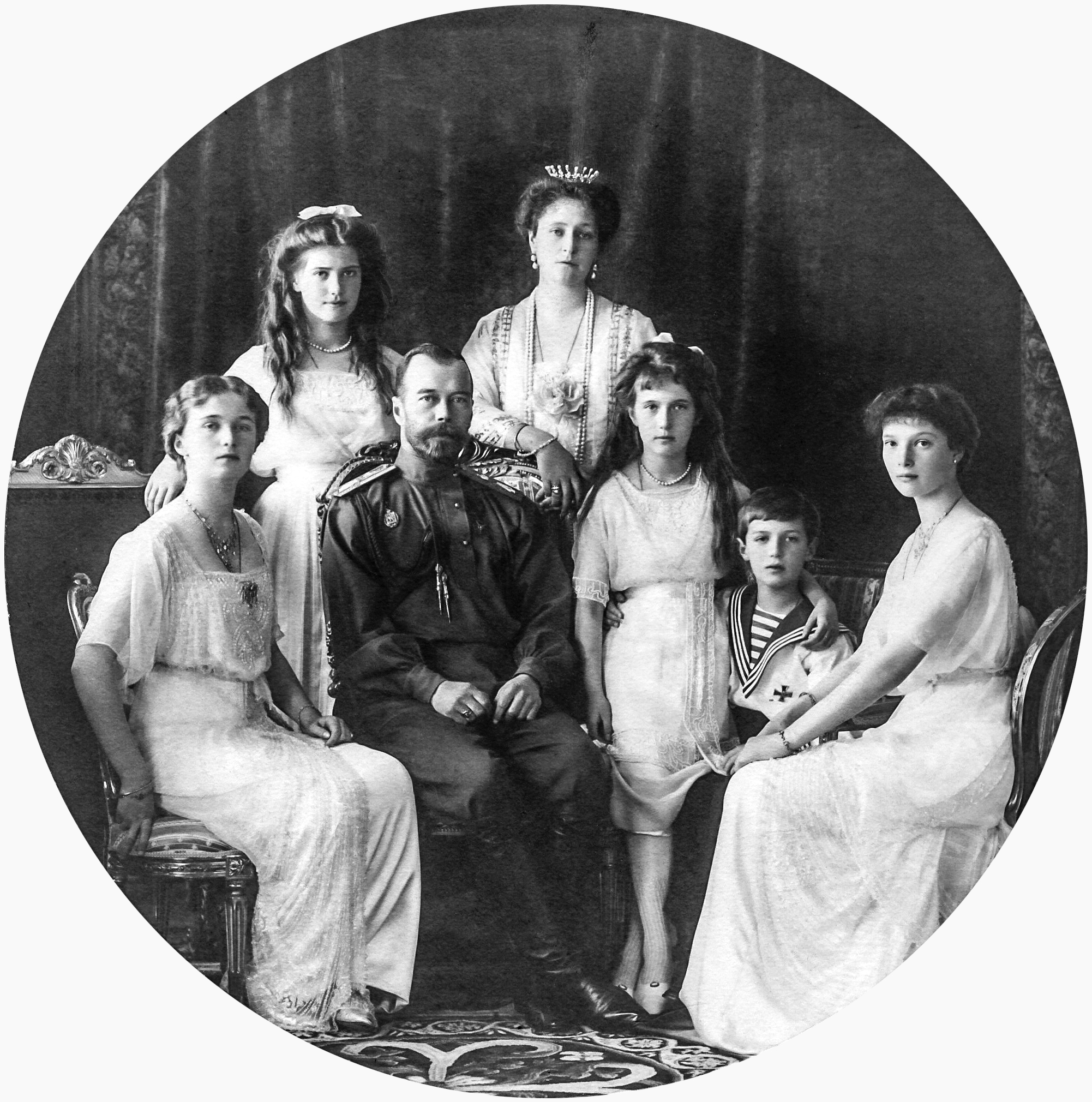
Ryska tsarfamiljen 1913. Från vänster Olga, Maria, Nikolaj, Alexandra, Anastasia, Alexej och Tatjana.

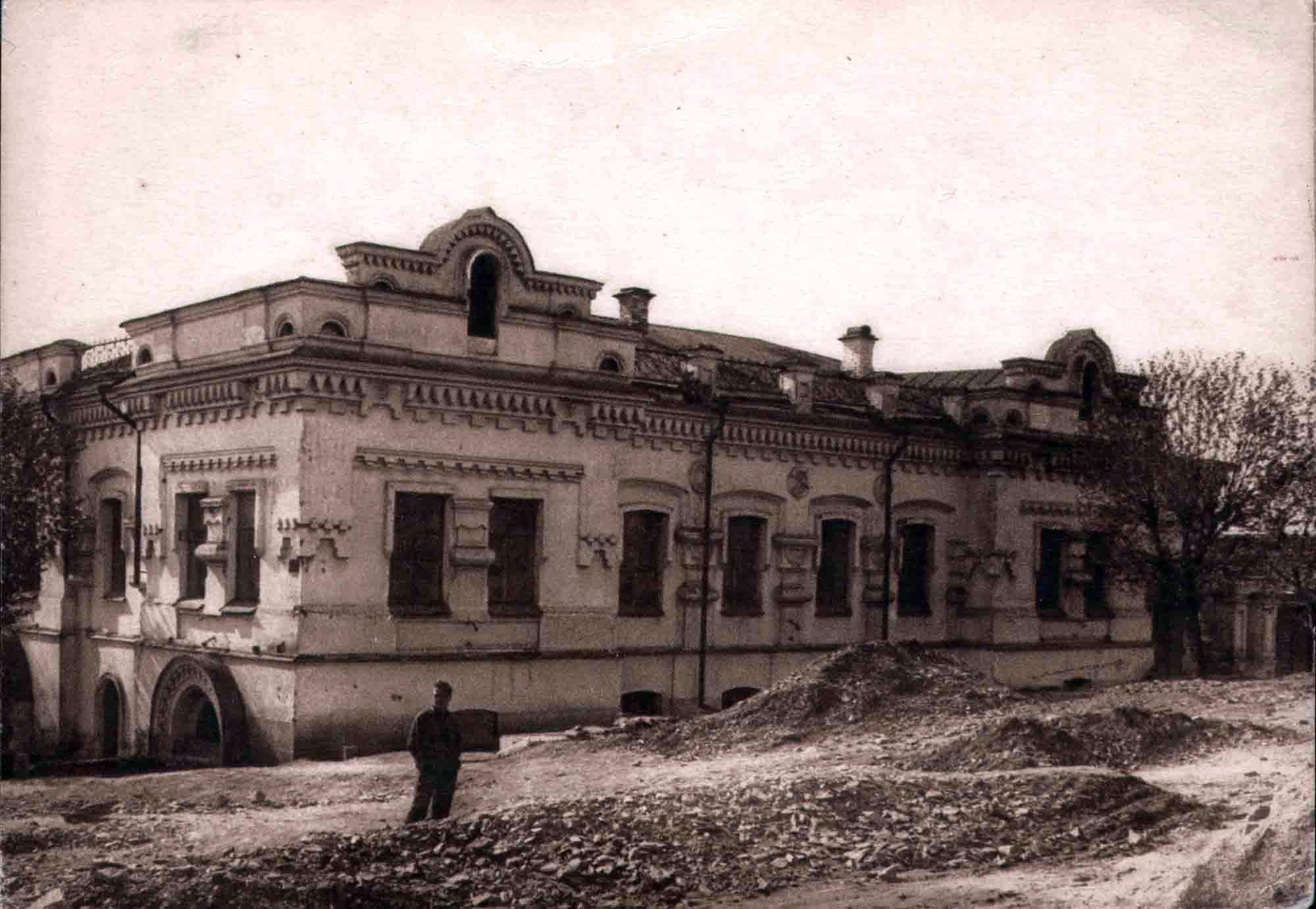
Ipatjevhuset.

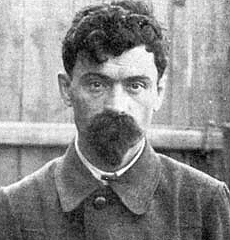
Jakov Jurovskij.

Avrättningen av tsarfamiljen ägde rum i Ipatjevhuset (idag Allhelgonakyrkan) i Jekaterinburg natten mellan den 16 och 17 juli 1918 under det ryska inbördeskriget (1917–1922) och företogs av den bolsjevikiska tjekan under ledning av Jakov Jurovskij (troligtvis på direkta order från Vladimir Lenin genom Jakov Sverdlov och Felix Dzerzjinskij).
Förutom tsar Nikolaj II och hans hustru Alexandra samt deras fem barn (Olga, Tatjana, Maria, Anastasia och Alexej) mördades även fyra av deras närmaste förtrogna och hovpersonal (Jevgenij Botkin, Ivan Charitonov, Alexej Trupp och Anna Demidova) och familjens spaniel Jimmy i Ipatjevhuset.

## Bakgrund
I mars 1917 ställde Rysslands provisoriska regering tsar Nikolaj Romanov II under husarrest tillsammans med sin familj i Alexanderpalatset i Tsarskoje Selo, Pusjkin som en följd av februarirevolutionen. Aleksandr Kerenskijs provisoriska regering evakuerade därefter familjen till Tobolsk, möjligen för att skydda dem från de stegrande oroligheterna under revolutionen. 
När bolsjevikerna kom till makten i oktober 1917 blev familjens situation mer utsatt, och de flyttades våren 1918 till Jekaterinburg där de fängslades i Ipatjevhuset, Nikolaj, Alexandra och Maria i mars och Olga, Tatjana, Anastasia och Alexej i maj. Bolsjevikernas kommissionär Filip Golotsjokin meddelade därefter att familjen var att betrakta som gisslan, och att alla kontrarevolutionära försök i staden skulle leda till att gisslan tillintetgjordes.
Enligt den officiella versionen från den sovjetiska statsapparaten avrättades tsaren på grund av ett överliggande hot om att staden skulle intas av vita arméns styrkor i form av den tjeckoslovakiska legionen, vilket även stöds av Leon Trotskijs dagboksanteckningar.

## Händelseförlopp
Omkring midnatt 17 juli 1918 bad Jakov Jurovskij familjeläkaren Eugene Botkin att väcka familjen och klä sig under förevändning att de skulle flyttas till en säker plats på grund av den instabila situationen i Jekaterinburg. Familjen ombads sedan komma komma ned till ett rum i källaren. Alexandra bad om en stol eftersom hon var sjuk, och Nikolaj bad om en stol åt Aleksej. De ombads vänta på ett fordon som skulle ta dem till deras nya destination. Några minuter senare kom en exekutionspatrull in i rummet och Jurovskij läste upp orden han fått från Urals exekutiva kommitté (det finns olika versioner av den exakta formuleringen):
"Nikolaj Alexandrovitj, på grund av att era släktingar fortsätter sina attacker på Sovjetryssland, har Urals exekutiva kommitté beslutat att avrätta er".
Nikolaj, som hade stått vänd mot sin familj när patrullen kom in, uppges ha vänt sig om mot soldaterna och sagt: "Vad? Vad?". Jurovskij upprepade då snabbt orden, varefter soldaterna började skjuta. Jurovskij sköt Nikolaj med tre skott rakt i bröstet. Den berusade Peter Ermakov sköt sedan Alexandra rakt genom huvudet. Ermakov sköt mot Tatjana, som börjat springa mot dubbeldörrarna. Skottet träffade henne i låret. De övriga soldaterna sköt sedan i en sådan oordning att rummet snabbt fylldes med en rök som förstörde sikten. Ivan Charitonov och Alexej Trupp uppges också ha skjutits i detta skede. 
Alexey Kabanov sprang ut på gatan för att höra om ljudet från skottlossningen kunde höras ut på gatan. Sedan han konstaterat att det gjorde det, gick han in igen och bad soldaterna att döda de återstående med bajonetterna istället. Jurovskij tvingades ge order om eldupphör på grund av ljudet från skottlossningen och röken som störde sikten i källarrummet, och dörrarna öppnades för att skingra röken. När röken hade skingrats kunde konstateras att alla barnen hade överlevt oskadda utom Tatjana, som var skadad i låret. Jevgenij Botkin uppges ha blivit skjuten i detta skede. Peter Ermakov sköt också en av flickorna i låret; det uppges ha varit Maria. 
Det råder motsägelsefulla uppgifter om vilken ordning döttrarna och sonen dödades, men Aleksej uppges vanligen ha dödats först följd av Tatjana, Olga, Maria och Anastasia. 
Aleksej satt fortfarande kvar på sin stol. Ermakov sköt honom och högg honom med sin bajonett, men när det inte dödade honom, sköt Jurovskij honom med en kula i huvudet. 
Flickorna hade juveler insydda i korsetterna, vilket fungerade som skyddsvästar och gjorde hugg från bajonetterna verkningslösa. Efter att Aleksej hade dödats närmade sig Jurovskij och Ermakov hans två äldsta systrar, Olga och Tatjana, som omfamnade varandra och skrek på sin mor. Ermakov högg dem båda med sin bajonett, men på grund av juvelerna i deras underkläder misslyckades han. Systrarna försökte ställa sig upp. Jurovskij sköt sedan Tatjana i huvudet, medan Ermakov sköt Olga. De vände sedan uppmärksamheten mot de två yngre systrarna. 
Maria och Anastasia ska ha krupit ihop i ett hörn tillsammans med kammarjungfrun Anna Demidova, medan de täckte sina ansikten med kuddar i skräck. Ermakov slogs handgripligen med den skadade Maria som försökte försvara sig, och försökte förgäves hugga henne med bajonett genom hennes juvelförstärkta korsett, innan han uppger att han slutligen sköt henne i huvudet. Ermakov uppger att han sedan slogs även med Anastasia innan han dödade henne på samma sätt. Ermakovs uppgift att han sköt Maria och Anastasia i huvudet har dock ifrågasatts: en eller båda av just dessa två vaknade till medvetande igen efter avrättningen, vilket de inte kan ha gjort om de sköts i huvudet. 
Anna Demidova var fortfarande vid liv; hon stod längst bak i rummet och försökte försvara sig med en kudde full med juveler, men höggs ihjäl mot väggen i källaren. 
Enligt uppgift dödades även två hundar från tsarfamiljen som började yla under skjutningen: Tatianas franska bulldog Ortino och Anastasias spaniel Jimmy (Jemmy). Den tredje hunden, Alexej Nikolajevitjs spaniel Joy, blev skonad eftersom den inte ylade. Spanieln togs senare in av säkerhetsvakten Letyomin, som därefter arresterades av de vita. Därefter, enligt historien om biskop Vasily (Rodzianko), togs Joy till Storbritannien av en emigrantofficer och överlämnades till den brittiska kungafamiljen. 
När kropparna lades ut på bårar, uppges Anastasia ha vaknat ur medvetslösheten, skrikit till och täckt ansiktet med sin arm. Ermakov högg henne då med Alexander Strekotins bajonett i bröstet, men när han inte lyckades penetrera det på grund av juvelerna i hennes korsett sköt han henne i huvudet med revolver. En annan källa uppger att två flickor vaknade, inte en, och dödades på detta sätt. En annan att det var bara var en, men att det var Maria och inte Anastasia. Senare undersökningar av skeletten har visat att ett av skeletten, som tros ha varit Marias, inte hade något skotthål i huvudskallen. 
Jurovskij tog sedan varje kropp på pulsen för att konstatera att de var döda. 
Kropparna togs sedan till Koptjakiskogen där de stympades. Kvarlevorna hittades 1979 och 2007 i två omärkta gravar i en sänka kallad Griskultingsravinen (Поросёнков лог) nära byn Koptjaki, 15 kilometer norr om Jekaterinburg, och deras identitet bekräftades av DNA-analys. Kvarlevorna begravdes åter i Peter-Paulkatedralen i Sankt Petersburg 1998.
Dagen efter avrättningen av tsarfamiljen dödades också sex släktingar till tsarfamiljen i 18 juli i Alapajevsk (martyrerna i Alapajevsk), och 4 september 1918 dödades flera medlemmar av hovpersonalen som hade fängslats i Perm. I januari 1919 avrättades slutligen de sista fängslade medlemmarna av tsarfamiljen (de fyra storfurstarna Georg Mikhailovitj av Ryssland, Nikolaj Mikhailovitj av Ryssland, Pavel Aleksandrovitj av Ryssland och Dmitrij Konstantinovitj av Ryssland) i Peter-Paulfästningen.

## Efterspel
Trots att bolsjevikerna var medvetna om att hela familjen hade gått samma öde till mötes som tsar Nikolaj, bekräftade man endast tsarens död, och gick ut med ett officiellt pressmeddelande där det hävdades att Nikolaj Romanovs hustru och son hade flyttats till en säker plats. I flera år efter händelsen fortsatte det sovjetiska ledarskapet med sin desinformation gällande familjens öde. I september 1919 hävdades det att de hade blivit mördade av anti-bolsjevikiska vänsterrevolutionärer och i april 1922 förnekades det helt och hållet att de ens var döda.
Morden erkändes 1926 efter publiceringen av en utredning gjord av den vita emigranten Nikolaj Sokolov, men det hävdades samtidigt att kropparna var förstörda och att Lenins ministär inte hade haft något med saken att göra. Det sovjetiska lederskapets rökridåer gällande familjen Romanovs öde spädde på rykten om överlevande vilket ledde till att bedragare som låtsades vara någon ur Romanov-familjen avledde mycket av uppmärksamheten från Sovjetunionen. Under Josef Stalins ledning undertrycktes alla offentliga diskussioner eller spekulationer om familjens öde från och med 1938.
Boris Jeltsin, Rysslands president mellan 1991 och 1999, beskrev morden som "ett av de skamligaste kapitlen i Rysslands historia".